# باول مون
باول مون (بالإنجليزية: Paul Moon)‏ هو مؤرخ نيوزيلندي، ولد في 18 أكتوبر 1968 في أوكلاند في نيوزيلندا.